# David Dencik
Karl David Sebastian Dencik (født 31. oktober 1974 i Stockholm), er en dansk/svensk skuespiller, som i Danmark mest er kendt for sin rolle som psykiateren Anders Assing i DRs tv-serie Lykke. Han vandt en Robert for bedste mandlige hovedrolle i filmen En Soap.
David Dencik er søn af professor i psykologi Lars Dencik og Kerstin Allroth-Dencik og bror til forfatteren og filminstruktøren Daniel Dencik.
Familien flyttede i 1976 til København, hvor David boede, indtil han blev optaget på Teaterhögskolan i Stockholm i 1999. Han afsluttede sin skuespilleruddannelse fra skolen i 2003.
Både under og efter sin uddannelse var han tilknyttet teatret Dramaten (i Stockholm), hvor han var med til at opføre en række forestillinger.
Han er certificeret capoeira-instruktør og har i længere perioder boet i Belo Horizonte, Brasilien.
I 2007 spillede han Hamlet i Lars Noréns utraditionelle opsætning af den klassiske Shakespeare-forestilling – både i Sverige og på Kronborg i Danmark. I Variety blev han i 2013 betegnet som en af Europas bedste karakterskuespillere.
I 2009 blev han tildelt Det Svenske Filmakademis Kurt Linder-stipendium på 20.000 svenske kroner. Derudover har han været nomineret til fem Robert-priser, fem Bodilpriser, to Guldbagger samt en række internationale priser. I 2006 var han Shooting Star ved Berlins filmfestival.
Han har medvirket i en række internationale film, bl.a. Dame, konge, es, spion. Derudover har han arbejdet sammen med forskellige amerikanske instruktører, herunder Steven Spielberg, Tommy Lee Jones og David Fincher.
David Dencik slog i Sverige igennem med sin rolle som Lasermannen. Han gik i 2013 i gang med filmatiseringen af Klas Östergrens roman Gentlemen.

## Filmografi

### Film
- Stickan - en gatpojke (1984) – Speak
- Lervik (1999) –
- Päron (2001) – En af mændene i gruppen
- Reconstruction (2003) – Bartender
- Bokseren (2003) – Palle
- Berättelsen om hur Haddock deltog i dödandet av sin bror (2004) –
- Babylonsjukan (2004) – Stefan
- Bare Holger (2005) – Holger Frandsen
- Les amours perdus (2005) – Svenskeren
- En soap (2006) – Veronica
- Istedgade (2006) – Django
- Emmalou (2006) – Eric
- Allt om min buske (2007) – Henning
- Udenfor kærligheden (2007) – Shmuli
- Goodbye Bluebird (2007) – Kollegaen
- De unge år: Erik Nietzsche sagaen del 1 (2007) – Zelko
- Boy Meets Girl (2009) – Kasper Schmidt
- Daisy Diamond (2007) – Jens
- Kandidaten (2008) – Michael
- Vampyrer (2008) – Taxachauffør
- Black Man (2008) – Jens
- Mænd der hader kvinder (2009) – Janne Dahlman
- Original (2009) – Jon
- Vanvittig forelsket (2009) – Læge Christian A. Madsen
- Broderskab (2010) – Jimmy
- Cars 2 (2011) – Sir Miles Axelrod (stemme)
- Fröken Märkvärdig & Karriären (2011) – Kæresten (stemme)
- Rosa Morena (2011) – Jakob
- Cornelius (2010) – Fred Åkerström
- Juni (2010) – Håkan
- Frit fald (2011) – Marcel
- Værelse 304 (2011) – Martin
- Dame, konge, es, spion (2011) – Toby Esterhase
- Happy End (2011) – Richard
- War Horse (2011) – Base Camp Officer
- The Girl with the Dragon Tattoo (2011) – Ung Gustaf Morell
- Hamilton - I nationens interesse (2012) – Vice Statsminister
- En kongelig affære (2012) – Ove Høegh-Guldberg
- Kapgang (2014)
- Fasandræberne (2014) - Ulrik Dybbøl
- The Homesman (2014) - Thor Svendsen
- Mænd og høns (2015) - Gabriel
- Regression (en) (2015) - John Gray
- Tordenskiold (2016) - Dr. Mabuse
- Fuglene over sundet (2016) - Arne Itkin
- Backstabbing for beginners (2017) - Rasnetsov
- Snemanden (2017)
- The Kindness of Strangers (2019)
- No Time to Die (2020) - Valdo Obruchev
- Kysset (2023) – doktor Faber

### Tv-serier
- Klovn, Afsnit 9 (2005) – David (Bud fra Årstiderne)
- Ørnen, Afsnit 11 (2005) – Nikki
- Lasermannen, Afsnit 1-3 (2005) – John Ausonius
- Anna Pihl, Afsnit 5 (2006) – Tyv
- Nynne, Afsnit 12 (2006) – Svensk politi (ukrediteret)
- Lögnens pris (2007) – Josef Nolan
- Upp till kamp, Afsnit 1-2 (2007) – Göran
- Lysets nøgle (2007) – Christian
- Forbrydelsen, Afsnit 19 (2007) – VVS mand
- Labyrint, Afsnit 11-12 (2007-2008) – Kim
- Sommer, Afsnit 16 (2008) – Ambulance-chaufføren Bjørn
- De halvt dolda, Afsnit 1-4 (2009) – Abbe
- Livvagterne, Afsnit 7-8 (2009) – Dexter
- Blekingegade, Afsnit 1-5 (2009-2010) – Niels Jørgensen
- Millennium-serien, Afsnit 1-2 (2010) – Janne Dahlman
- Wallander, Afsnit 25 (2010) – Leo
- Lykke, Afsnit 1-10 (2011) – Anders Assing
- Den som dræber, Afsnit 3-4 (2011) – Lars Werner
- Maria Wern - Pojke Försvunnen (2011) – Adam Kossack
- Lykke, Afsnit 11-18 (2012) – Anders Assing
- Hinsehäxan (2011) – "Kungen"
- Bedrag (2016) - Simon
- Top of the Lake China Girl (2017) - Puss
- Quicksand - Størst af Alt (2019) - Peder Sander
- Chernobyl (2019) - Mikhail Gorbatjov
- Kastanjemanden (2021) -  Simon Genz
- Huset (2023) - Henrik